# Maury Troy Travis
Maury Troy Travis (* 25. Oktober 1965 in St. Louis, Missouri; † 10. Juni 2002 in Clayton, Missouri) war ein US-amerikanischer Serienmörder.

## Mordserie, Verhaftung und Suizid
Der Restaurant-Angestellte Maury Travis ermordete in den Jahren 2000 bis 2002 mindestens 12 Prostituierte in seinem Haus in Ferguson, Missouri, und legte die Leichen im Gebiet der Stadt St. Louis ab. Nachdem er am 21. Mai 2002 einen anonymen Brief mit dem eingezeichneten Ablageort einer Leiche an die Tageszeitung "St. Louis Post-Dispatch" geschickt hatte, konnte er am 7. Juni 2002 verhaftet werden. Er hatte dem Brief eine Karte von St. Louis beigelegt, die er von der Internetseite Expedia.com heruntergeladen und ausgedruckt hatte. Die Ermittler fanden heraus, dass die Karte in den letzten Monaten nur von einem einzigen Computer heruntergeladen worden war, als dessen Besitzer Maury Travis ermittelt werden konnte. Bei der anschließenden Hausdurchsuchung fanden sich im Keller Blutspuren der Opfer und Videobänder, auf denen er sich während der Verbrechen selbst gefilmt hatte.
Zwölf Morde an Prostituierten konnten ihm nachgewiesen werden, er wird verdächtigt, mindestens fünf weitere Frauen getötet zu haben. Noch vor der ersten Verurteilung erhängte sich Travis am 10. Juni 2002 in seiner Gefängniszelle im St. Louis County Jail.

## Medienecho
Der Fall Maury Troy Travis wird in der 49. Folge Tödliches Spiel der Fernsehserie Medical Detectives behandelt.